# Chamaecrista subpeltata
Chamaecrista subpeltata är en ärtväxtart som först beskrevs av Carlos Toledo Rizzini, och fick sitt nu gällande namn av Howard Samuel Irwin och Rupert Charles Barneby. Chamaecrista subpeltata ingår i släktet Chamaecrista och familjen ärtväxter. Inga underarter finns listade i Catalogue of Life.